# Prairie du Chien
Prairie du Chien é uma cidade localizada no estado norte-americano de Wisconsin, no Condado de Crawford.

## Demografia
Segundo o censo norte-americano de 2000, a sua população era de 6 018 habitantes. Em 2006, foi estimada uma população de 5 745, um decréscimo de 273 (-4,5%).

## Geografia
De acordo com o United States Census Bureau tem uma área de
16,4 km², dos quais 14,5 km² cobertos por terra e 1,9 km² cobertos por água. Prairie du Chien localiza-se a aproximadamente 196 m acima do nível do mar.

## Localidades na vizinhança
O diagrama seguinte representa as localidades num raio de 20 km ao redor de Prairie du Chien.